# Liste der Ehrenprofessoren des Landes Schleswig-Holstein
In der Liste der Ehrenprofessoren des Landes Schleswig-Holstein sind die Persönlichkeiten aufgeführt, denen der Ministerpräsident des Landes Schleswig-Holstein die Ehrenprofessur des Landes verliehen hat.
| Nr. | Name                       | Verdienste | Jahr der Verleihung |
| --- | -------------------------- | --- | ------------------- |
| 01. | Heinrich Steiner           | In Anerkennung seiner Verdienste um die Förderung des Musiklebens in Flensburg und im Landesteil Schleswig sowie um die deutsch-dänischen Kulturbeziehungen | 1967                |
| 02. | Ernst Schlee               | In Anerkennung seiner Verdienste um die wissenschaftliche Erforschung der schleswig-holsteinischen Kunstgeschichte und Volkskunde sowie in Würdigung seiner erfolgreichen Bemühungen um eine lebendige Darstellung des schleswig-holsteinischen Kulturlebens in Vergangenheit und Gegenwart    | 1968                |
| 03. | Olaf Klose                 | In Würdigung seiner Verdienste um das Bibliothekswesen in Schleswig-Holstein und um die Erforschung der schleswig-holsteinischen Geschichte | 1969                |
| 04. | Kurt Hector                | In Würdigung seiner Verdienste um das Archivwesen in Schleswig-Holstein und um die Erforschung der schleswig-holsteinischen Geschichte | 1970                |
| 05. | Kurt Haß                   | In Würdigung seiner Verdienste als Förderer der deutschen Sprache, der bildenden Kunst und der Musik | 1970                |
| 06. | Friedrich Karl Gotsch      | In Würdigung seines Gesamtwerkes als Maler und Graphiker | 1971                |
| 07. | A. Paul Weber              | In Würdigung seines Gesamtwerkes als Graphiker | 1971                |
| 08. | Herbert Heigener           | In Würdigung seiner Verdienste um die Entwicklung der Landwirtschaft | 1971                |
| 09. | Helmut Harms               | In Würdigung seiner Verdienste um die Entwicklung des privaten Fachhochschul- und Fachschulwesens im Lande Schleswig-Holstein | 1972                |
| 10. | Gottfried Brockmann        | In Anerkennung des bedeutenden Gesamtwerkes, das der Künstler in über fünf Jahrzehnten geschaffen hat | 1975                |
| 11. | Heinz Hahn                 | In Anerkennung seiner hervorragenden Verdienste um die Lehrerbildung in Schleswig-Holstein, insbesondere um den Aufbau des Landesinstituts Schleswig-Holstein für Praxis und Theorie der Schule                                                                                                | 1975                |
| 12. | Gerhard Wietek             | In Anerkennung seiner für Schleswig-Holstein besonders bedeutsamen Verdienste um die wissenschaftliche Erforschung der norddeutschen Kunstgeschichte und Volkskunde sowie um die lebende Darstellung des Kulturlebens im norddeutschen Raum                                                    | 1977                |
| 13. | Erich Wohlenberg           | In Anerkennung seiner vielfältigen Verdienste um die Küstenforschung im Gebiet der schleswig-holsteinischen Westküste und in Würdigung seines erfolgreichen Wirkens für die Kulturpflege in Nordfriesland                                                                                      | 1978                |
| 14. | Jens Christian Jensen      | In Anerkennung seiner Verdienste um die Aktivierung des Kunstlebens in Schleswig-Holstein und in Würdigung seiner wissenschaftlichen Leistungen im Dienste der Kunst | 1979                |
| 15. | Kurt Leider                | In Anerkennung seiner hervorragenden Verdienste um die Erwachsenenbildung auf den Gebieten Philosophie, Psychologie und alte Sprachen sowie in Würdigung seiner Leistungen im Dienste der Wissenschaft                                                                                         | 1980                |
| 16. | Martin Urban               | In Anerkennung und in Würdigung seiner großen Verdienste um die Erforschung und Bewahrung der Kunst des Deutschen Expressionismus sowie insbesondere seines erfolgreichen Bemühens, das Werk Emil Noldes zu erschließen und in aller Welt zur Geltung zu bringen                               | 1980                |
| 17. | Kurt Schietzel             | In Anerkennung und Würdigung seiner hervorragenden Verdienste um die landesgeschichtliche Forschung, insbesondere bei der Ausgrabung der frühmittelalterlichen Siedlung Haithabu, um die Kulturpflege im Lande Schleswig-Holstein und um die Förderung der deutsch-skandinavischen Beziehungen | 1984                |
| 18. | Hans Kock                  | In Würdigung seines herausragenden, von Formen- und Ideenreichtum zeugenden bildhauerischen Gesamtwerkes | 1987                |
| 19. | Wilhelm Pfannkuch          | In Anerkennung seiner hervorragenden Verdienste um das Musikleben in Schleswig-Holstein, insbesondere als Initiator und Vorsitzender des Landesmusikrates, und in Würdigung seiner Leistungen als Gründer und Leiter des Kieler Kammerorchesters                                               | 1987                |
| 20. | Joachim Reichstein         | In Anerkennung seiner hervorragenden Verdienste um die archäologische Denkmalpflege im Lande Schleswig-Holstein und in Würdigung seiner wissenschaftlichen Leistungen im Dienste der Landesarchäologie                                                                                         | 1987                |
| 21. | Julius Edelhoff            | In Anerkennung seiner hervorragenden Verdienste um den Aufbau der Chirurgischen Klinik des Städtischen Krankenhauses Süd in Lübeck sowie in Würdigung seiner wissenschaftlichen Leistungen und seiner Verdienste um die ärztliche Versorgung der Lübecker Bevölkerung                          | 1988                |
| 22. | Hans Adam                  | In Anerkennung seiner hervorragenden Verdienste um den Aufbau und die Entwicklung der Staatlichen Ingenieurschule Kiel sowie in Würdigung seiner wissenschaftlichen Leistungen auf kerntechnischem Gebiet                                                                                      | 1989                |
| 23. | Peter von der Osten-Sacken | In Anerkennung seiner Verdienste um den Auf- und Ausbau der Sternwarte Lübeck sowie in Würdigung seiner wissenschaftlichen Beiträge zur astronomischen Forschung im In- und Ausland und seines jahrzehntelangen herausragenden Einsatzes in der Erwachsenenbildung                             | 1989                |
| 24. | Hans-Jürgen Heise          | In Anerkennung und Würdigung seines in 40 Jahren geschaffenen lyrischen, essayistischen und literaturkritischen Werks | 1990                |
| 25. | Hans Hermann Henseleit     | In Anerkennung seines in Jahrzehnten geschaffenen Lebenswerkes als Förderer und Kritiker der Kunst- und Kulturszene in Schleswig-Holstein | 1992                |
| 26. | Günter Haese               | In Anerkennung und in Würdigung seines in Jahrzehnten geschaffenen künstlerischen Lebenswerkes | 1994                |
| 27. | Nis R. Nissen              | In Anerkennung und Würdigung seiner Verdienste um das Museumswesen und seiner jahrzehntelangen hervorragenden Leistungen in den Bereichen Landeskunde sowie Landes- und Kulturgeschichte | 1995                |
| 28. | Christa Pieske             | In Anerkennung und in Würdigung ihrer jahrzehntelangen hervorragenden Leistungen in den Bereichen der Volkskunde sowie der Kunst- und Kulturgeschichte | 1995                |
| 29. | Karl-Heinz Paqué           | In Anerkennung und in Würdigung seiner herausragenden Verdienste um das Institut für Weltwirtschaft an der Universität Kiel und um die empirische Wirtschaftsforschung | 1996                |
| 30. | Kurt Hofmann               | In Anerkennung und in Würdigung seiner herausragenden Verdienste um die Erforschung und um die Pflege des Werkes von Johannes Brahms | 1998                |
| 31. | Renate Hofmann             | In Anerkennung und in Würdigung ihrer herausragenden Verdienste um die Erforschung und um die Pflege des Werkes von Johannes Brahms | 1998                |
| 32. | Gernot Klepper             | In Anerkennung und in Würdigung seiner herausragenden Verdienste um das Institut für Weltwirtschaft an der Christian-Albrechts-Universität zu Kiel insbesondere auf dem Gebiet der Umwelt- und Ressourcenökonomie                                                                              | 1998                |
| 33. | Arnold Lühning             | In Anerkennung und in Würdigung seiner herausragenden Verdienste um die Kultur – insbesondere die Volkskunde – Schleswig-Holsteins | 1998                |
| 34. | Liv Ullmann                | In Anerkennung und in Würdigung ihrer herausragenden Verdienste um die Förderung der Nordischen Filmtage Lübeck als kultureller Brückenschlag im Ostseeraum | 1998                |
| 35. | Reimer Witt                | In Anerkennung und in Würdigung seiner herausragenden Verdienste um das landesweite und das internationale Archivwesen | 1999                |
| 36. | Neithard Bethke            | In Anerkennung und in Würdigung seiner herausragenden Verdienste um die Kirchenmusik und seiner kompositorischen Tätigkeit sowie seiner Leistungen um die „Ratzeburger Dommusiken“ und den kulturellen Austausch mit Osteuropa                                                                 | 1999                |
| 37. | Hermann Gerlinger          | In Anerkennung und in Würdigung seiner kunsthistorischen und publizistischen Arbeit sowie seiner bedeutenden Beiträge zur Erforschung und Dokumentation des deutschen Expressionismus | 1999                |
| 38. | Sebastiano Caso            | In Anerkennung und in Würdigung seiner Verdienste um die Verbreitung der italienischen Sprache und Kultur in Schleswig-Holstein sowie seiner vielfältigen Bemühungen um die Völkerverständigung                                                                                                | 2000                |
| 39. | Günther Fielmann           | In Anerkennung und in Würdigung seiner herausragenden Verdienste um Kultur, Bildung und Umwelt sowie seines freiwilligen Engagements im Sinne einer vielfältigen bürgergesellschaftlichen Bewegung in Schleswig-Holstein                                                                       | 2002                |
| 40. | Carl Ingwer Johannsen      | In Anerkennung und in Würdigung seiner herausragenden Verdienste um die Erhaltung zahlreicher Baudenkmäler sowie um das Schleswig-Holsteinische Freilichtmuseum | 2002                |
| 41. | Matthias Eisenberg         | In Anerkennung und in Würdigung seiner herausragenden Verdienste um die Kunst des Orgelspiels und die Pflege historischer Orgeln sowie um das orgelbezogene Konzertwesen im In- und Ausland | 2003                |
| 42. | Jürgen Miethke             | In Anerkennung und in Würdigung seiner herausragenden Verdienste um Kunst, Kulturgeschichte und kulturelles Leben sowie seines freiwilligen Engagements im Sinne einer vielfältigen bürgergesellschaftlichen Bewegung in Schleswig-Holstein                                                    | 2003                |
| 43. | Günther Jansen             | In Anerkennung und in Würdigung seines außerordentlichen ehrenamtlichen Engagements im Sinne der Kultur einer Bürgergesellschaft und insbesondere seiner herausragenden Verdienste um das Universitätsklinikum Schleswig-Holstein                                                              | 2003                |
| 44. | Sarah Kirsch               | In Anerkennung und in Würdigung ihrer herausragenden Verdienste um die Literatur Schleswig-Holsteins sowie ihres beispiellosen lyrischen Schaffens | 2006                |
| 45. | Hans-Heinrich Otte         | In Anerkennung und Würdigung seiner herausragenden Verdienste um dien Wiederaufbau und die Ausstattung von St. Marien zu Lübeck sowie um die Förderung von Wissenschaft und Forschung auf dem Gebiet der Betriebswirtschaftslehre                                                              | 2007                |
| 46. | Klaus Murmann              | In Anerkennung und Würdigung seiner herausragenden Verdienste auf politischer, unternehmerischer und sozialer sowie auf kultureller und sportlicher Ebene | 2007                |
| 47. | Rolf Beck                  | In Anerkennung und Würdigung seines künstlerischen Wirkens sowie um die Entwicklung des Schleswig-Holstein Musik Festivals | 2008                |
| 48. | Manfred Reuther            | In Anerkennung und Würdigung seiner herausragenden Verdienste um den Erhalt, die wissenschaftliche Begleitung und die weltweite Verbreitung des Werkes des Malers Emil Nolde | 2009                |
| 49. | Doris Runge                | In Anerkennung ihrer herausragenden Verdienste um die Literaturwissenschaft und -forschung sowie in Würdigung ihres Wirkens als Schriftstellerin | 2009                |
| 50. | Bernhard Emmer             | In Anerkennung und Würdigung seiner herausragenden Verdienste um das Musikleben der Christian-Albrechts-Universität zu Kiel sowie für sein intensives kulturelles und kulturpädagogisches Engagement                                                                                           | 2016                |
| 51. | Feridun Zaimoglu           | In Anerkennung und Würdigung seines literarischen Werkes und seiner herausragenden Verdienste durch die Bereicherung und Weiterentwicklung der deutschen Gegenwartsliteratur | 2016                |
| 52. | Hans Heinrich Hansen       | In Anerkennung und Würdigung seiner herausragenden Verdienste um das Zusammenleben im deutsch-dänischen Grenzraum und um das Bewusstsein um historische Verantwortung | 2016                |
| 53. | Christoph Eschenbach       | In Anerkennung und Würdigung seiner herausragenden Verdienste um das Schleswig-Holstein Musik Festival | 2019                |
| 54. | Jolanta Sutowicz           | In Anerkennung und Würdigung ihres künstlerischen Wirkens und ihrer herausragenden Verdienste um das Festival für Monodramen "THESPIS" | 2024                |